# Depot II von Hluboká nad Vltavou
Das Depot von Hluboká nad Vltavou (auch Hortfund von Hluboká nad Vltavou) ist ein Depotfund der frühbronzezeitlichen Aunjetitzer Kultur aus Hluboká nad Vltavou im Jihočeský kraj, Tschechien. Es datiert in die Zeit zwischen 2000 und 1800 v. Chr. Die erhaltenen Gegenstände aus dem Depot befinden sich heute im Südböhmischen Museum in Budweis.

## Fundgeschichte
Das Depot wurde 1974 bei Aushubarbeiten am Rand eines Fischteiches entdeckt.
1935 und 1985 wurden in Hluboká noch zwei weitere Depotfunde der Aunjetitzer Kultur (Depot I und Depot III) entdeckt. Depot III wurde nur 30 m nördlich von Depot II gefunden.

## Zusammensetzung
Das Depot bestand ursprünglich aus etwa 20 bronzenen Ösenhalsringen. Ein Ring mit abgebrochenen Ösen und drei weitere Fragmente befinden sich heute im Museum in Budweis. Die restlichen Gegenstände sind verschollen.